# 3717-es mellékút (Magyarország)
A 3717-es számú mellékút egy bő 7,5 kilométeres hosszúságú, négy számjegyű mellékút Borsod-Abaúj-Zemplén vármegyében, a Zempléni-hegységben.

## Nyomvonala
A 3705-ös útból ágazik ki, annak a 14+950-es kilométerszelvénye közelében, Erdőbénye központjában, kelet felé. Mátyás király utca néven húzódik a belterület széléig, amit nagyjából 600 méter után ér el; elhalad a község temetője mellett, majd teljesen külterületre ér. 2,6 kilométer megtétele után Olaszliszka határai közé ér, de lakott helyeket ott nem érint; e település központját észak felől több kilométerrel elkerüli, s azzal csak egy számozatlan, alsóbbrendű út köti össze, mely 3,6 kilométer után ágazik ki belőle. Az ötödik kilométerénél elhalad Olaszliszka, Vámosújfalu és Tolcsva hármashatára mellett, majd egy darabig e két utóbbi határvonalát kíséri. 5,5 kilométer után ér teljesen tolcsvai területre, a település lakott területének délnyugati szélét pedig a hetedik kilométere közelében éri el. Kevéssel ezután véget is ér, beletorkollva a 3716-os útba, annak a 29+450-es kilométerszelvénye közelében.
Teljes hossza, az országos közutak térképes nyilvántartását szolgáló kira.kozut.hu adatbázisa szerint 7,571 kilométer.

## Története
A Kartográfiai Vállalat 1990-es kiadású Magyarország autóatlasza a teljes szakaszát kiépített, s a burkolatminőségét tekintve portalanított útként tünteti fel.